# Cubitostrea ameghinoi
Cubitostrea ameghinoi (lhering, 1902) es una especie de molusco bivalvo marino hallado en los niveles superiores de la Formación Roca y la Formación Salamanca (Paleoceno inferior) pertenecientes a la Cuenca Neuquina.

## Descripción

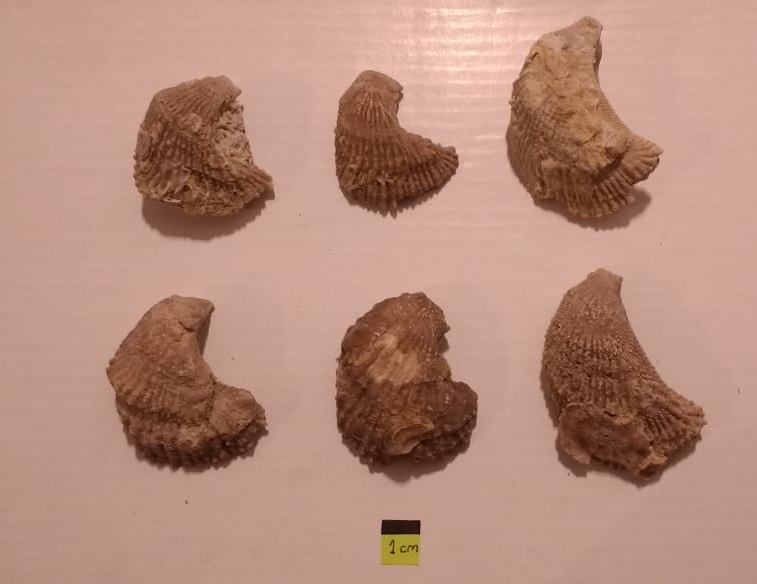
Ejemplares de Cubitostrea ameghinoi de la Formación Roca, Argentina.

Concha que se presenta de diversas formas. Sin embargo, las predominantes poseen los contornos curvado. Posee un úmbon del tipo opistógiro. Su ornamentación es variada y posee líneas de crecimiento comarginales recorriendo su valva izquierda. Impresión del músculo aductor reniforme. Presenta una microestructura foliada compacta. Chomata desarrollada a lo largo del margen posterior como también del anterior.

## Antigüedad
Cubitostrea ameghinoi integra el conjunto faunístico de las Formaciones Roca y Salamanca, asignadas al Daniano, constituyendo el registro más antiguo.